# Giovanni Marras
Giovanni Marras (Arborea, 4 settembre 1959) è un politico italiano, esponente di Forza Italia.
Imprenditore edile e commerciale di origine sarda, è stato eletto deputato nel 1996 per la lista di Forza Italia nella circoscrizione Sardegna. Eletto nuovamente nel 2001 e nel 2006, non è stato riconfermato nelle elezioni politiche del 13-14 aprile 2008, risultando il primo dei non eletti. Alla Camera dei deputati è stato membro della Commissione Bilancio. È stato sindaco di Arborea per due legislature, dal 1995 al 2005; attualmente ricopre la carica di assessore nella giunta comunale.
Nell'ultima tornata elettorale, le Elezioni regionali in Sardegna del 2009, candidato nella lista del Popolo della Libertà, nel collegio di Oristano, non è stato eletto alla carica di consigliere regionale.
Ha ricoperto la carica di Coordinatore Provinciale di Forza Italia della Provincia di Oristano, fino al congresso Nazionale che ha sancito la nascita del Popolo della Libertà.